# Texas settentrionale

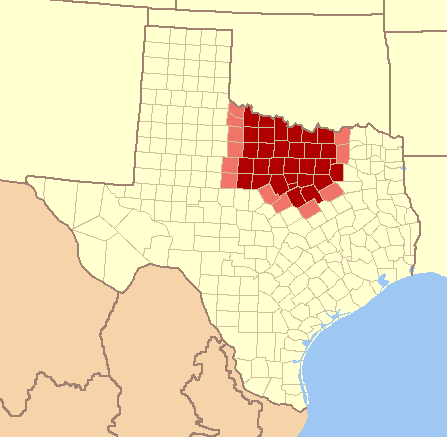
Mappa del Texas settentrionale

Il Texas settentrionale (North Texas, North Central Texas, Northeastern Texas, o Nortex in inglese) è un termine usato principalmente dagli abitanti di Dallas, Fort Worth, e delle aree circostanti per descrivere gran parte della parte settentrionale dello Stato del Texas. Gli abitanti della Dallas-Fort Worth Metroplex considerano generalmente il Texas settentrionale l'area a sud dell'Oklahoma, ad est di Abilene, ad ovest di Paris, e a nord di Waco. Un termine più preciso per questa regione sarebbe la parte settentrionale della porzione centrale del Texas. Non include il Texas Panhandle, che si espande più a nord rispetto alla regione descritta in precedenza, né include gran parte della regione, vicino al confine settentrionale del Texas.
Il Texas settentrionale è centrato sulla Dallas-Fort Worth Metroplex, la più grande area metropolitana del Texas. La gente delle aree di Dallas e Fort Worth a volte usa i termini "Metroplex", "DFW", e "North Texas" in modo intercambiabile. Tuttavia, il Texas settentrionale si riferisce a un'area molto più grande che comprende molte contee rurali.

## Contee
Anche se i termini "Northeastern Texas" o "North Texas" non sono designazioni ufficiali dello stato, il Texas State Data Center e l'Office of the State Demographer elenca le seguenti contee come appartenenti al North Central Texas Council of Governments (NCTCOG):
- Collin
- Dallas
- Denton
- Ellis
- Erath
- Hood
- Hunt

- Johnson
- Kaufman
- Navarro
- Palo Pinto
- Parker
- Rockwall

- Somervell
- Tarrant
- Wise

Il Texas State Demographer elenca anche le seguenti contee appartenenti alla regione, alcune o tutte delle quali usano i termini "North Texas" o "North Central Texas".
Nortex Regional Planning Commission:
- Archer
- Baylor
- Clay
- Cottle
- Foard
- Hardeman
- Jack
- Montague
- Wichita
- Wilbarger
- Young

Texoma Council of Governments:
- Cooke
- Fannin
- Grayson

Inoltre, alcune altre contee del Texas contigue a quelle sopra citate sono talvolta incluse nel significato generale di "North Texas".

## Città principali
- Dallas
- Fort Worth
- Arlington
- Plano
- Garland
- Irving
- Grand Prairie
- McKinney
- Frisco
- Mesquite
- Carrollton
- Denton
- Richardson
- Wichita Falls
- Lewisville
- Allen
- Flower Mound

## Altre città e cittadine
- Addison
- Aledo
- Alma
- Alvarado
- Alvord
- Angus
- Anna
- Annetta
- Annetta North
- Annetta South
- Archer City
- Argyle
- Aubrey
- Aurora
- Azle
- Bailey
- Balch Springs
- Bardwell
- Barry
- Bartonville
- Bedford
- Bellevue
- Bells
- Benbrook
- Blooming Grove
- Blue Mound
- Blue Ridge
- Bonham
- Bowie
- Boyd
- Brazos Bend
- Breckenridge
- Briaroaks
- Bridgeport
- Bryson
- Burkburnett
- Burleson
- Byers
- Caddo Mills
- Callisburg
- Campbell
- Cashion Community
- Cedar Hill
- Celeste
- Celina
- Chico
- Chillicothe
- Cleburne
- Cockrell Hill
- Colleyville

- Collinsville
- Commerce
- Cool
- Copper Canyon
- Combine
- Coppell
- Corinth
- Corral City
- Corsicana
- Cottonwood
- Coyote Flats
- Crandall
- Cresson
- Cross Roads
- Cross Timber
- Crowell
- Crowley
- Dalworthington Gardens
- Dawson
- Decatur
- Dean
- DeCordova
- Denison
- DeSoto
- DISH
- Dodd City
- Dorchester
- Double Oak
- Dublin
- Duncanville
- Eagle Mountain
- Ector
- Edgecliff Village
- Elizabethtown
- Emhouse
- Ennis
- Euless
- Eureka
- Everman
- Fairview
- Farmers Branch
- Farmersville
- Fate
- Ferris
- Forest Hill
- Forney
- Frost
- Gainesville
- Garrett
- Glen Rose

- Glenn Heights
- Godley
- Goodlow
- Gordon
- Graford
- Graham
- Granbury
- Grandview
- Grapevine
- Greenville
- Gunter
- Hackberry
- Haltom City
- Haslet
- Hawk Cove
- Heath
- Hebron
- Henrietta
- Hickory Creek
- Highland Park
- Highland Village
- Holliday
- Honey Grove
- Howe
- Hudson Oaks
- Hurst
- Hutchins
- Iowa Park
- Italy
- Jacksboro
- Jolly
- Josephine
- Joshua
- Justin
- Kaufman
- Keene
- Keller
- Kemp
- Kennedale
- Kerens
- Knollwood
- Krugerville
- Ladonia
- Lancaster
- Lake Bridgeport
- Lake Dallas
- Lake Worth
- Lakeside
- Lakeside City
- Lakewood Village

- Lavon
- Leonard
- Lincoln Park
- Lindsay
- Lipan
- Little Elm
- Lone Oak
- Lowry Crossing
- Lucas
- Mabank
- Mansfield
- Maypearl
- Megargel
- McLendon-Chisholm
- Melissa
- Meridian
- Midlothian
- Mildred
- Milford
- Millsap
- Mineral Wells
- Mingus
- Mobile City
- Muenster
- Murphy
- Mustang
- Navarro
- Nevada
- New Fairview
- New Hope
- Newark
- Newcastle
- Neylandville
- Nocona
- Northlake
- North Richland Hills
- Oak Grove
- Oak Leaf
- Oak Point
- Oak Ridge (contea di Cooke)
- Oak Ridge (contea di Kaufman)
- Oak Valley
- Olney
- Ovilla
- Paducah
- Palmer
- Pantego
- Paradise

- Parker
- Pecan Hill
- Pelican Bay
- Petrolia
- Pilot Point
- Pleasant Valley
- Ponder
- Post Oak Bend City
- Pottsboro
- Powell
- Princeton
- Prosper
- Providence Village
- Quanah
- Quinlan
- Ravenna
- Red Oak
- Retreat
- Rhome
- Reno
- Rice
- Richland
- Richland Hills
- Rio Vista
- River Oaks
- Roanoke
- Rockwall
- Rowlett
- Royse City
- Runaway Bay
- Sachse
- Sadler
- Saginaw
- Sanctuary
- Sanger
- Sansom Park
- Savoy
- Seagoville
- Scotland
- Scurry
- Seymour
- Shady Shores
- Sherman
- Southlake
- Southmayd
- Springtown
- St. Jo
- St. Paul
- Stephenville

- Strawn
- Sunnyvale
- Talty
- Terrell
- The Colony
- Tioga
- Tolar
- Tom Bean
- Trenton
- Trophy Club
- Union Valley
- University Park
- Valley View
- Van Alstyne
- Venus
- Vernon
- Waxahachie
- Watauga
- Weatherford
- West Tawakoni
- Westlake
- Westover Hills
- Westworth Village
- Whitesboro
- White Settlement
- Whitewright
- Wilmer
- Windom
- Windthorst
- Wolfe City
- Wylie